# Santos-Dumont 14-bis

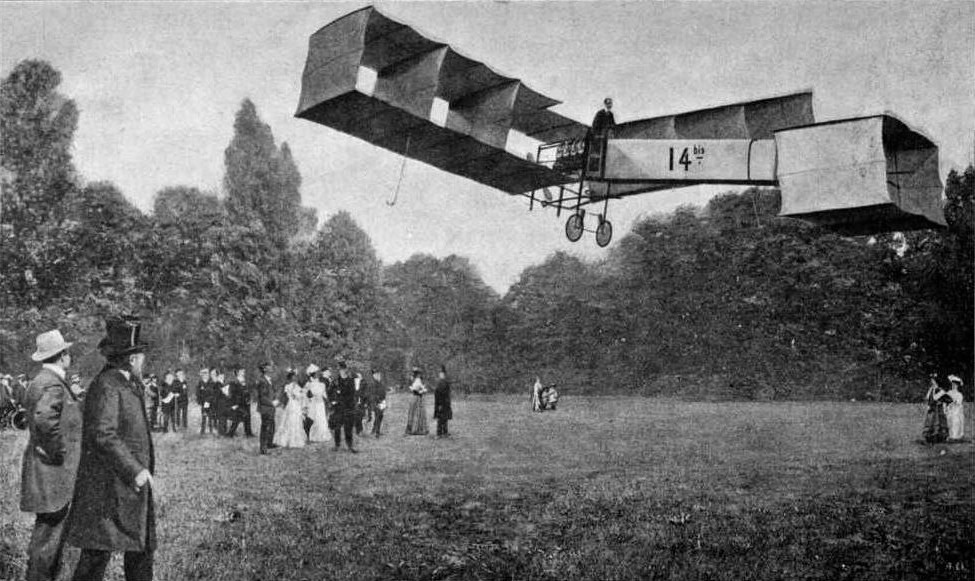
El 14-Bis. Nótese que el sentido de vuelo es hacia la derecha de la imagen.

El 14-Bis fue un avión creado por el brasileño Alberto Santos Dumont, que voló por primera vez el 23 de octubre de 1906, en Bagatelle, Francia.

## Historia
El 14-Bis despegó usando sus propios medios y sin el auxilio de dispositivos de lanzamiento, recorrió 60 metros en 7 segundos, delante de más de 1000 espectadores.
En esta hazaña, estuvo presente, la Comisión Oficial del Aeroclub de Francia, entidad reconocida internacionalmente y autorizada para ratificar cualquier evento importante, tanto en el campo de los globos aerostáticos como en el de los más pesados que el aire.
El 12 de noviembre del mismo año, nuevamente despegando por sus propios medios, recorrió 220 metros en 21,5 segundos, estableciendo el récord de velocidad de la época (36,84 km/h).

## Especificaciones

### Características generales
- Tripulación: 1
- Longitud: 9,7 m (31,8 ft)
- Envergadura: 11,2 m (36,7 ft)
- Altura: 3,4 m (11,2 ft)
- Superficie alar: 52 m² (559,7 ft²)
- Peso cargado: 330 kg (727,3 lb)
- Planta motriz: 1× motor en v Antoinette 8V.
  - Potencia: 37 kW (51 HP; 50 CV)

### Rendimiento
- Velocidad máxima operativa (Vno): 30 km/h (19 MPH; 16 kt)
- Alcance: sobre 220 m
- Carga alar: 5.7 kg/m²
- Potencia/peso: 0,12 kW/kg

## Homenaje
Durante la ceremonia de apertura de los Juegos Olímpicos de Río de Janeiro 2016, en una escena se voló una réplica del 14-bis para homenajear tanto al avión como a Alberto Santos Dumont. 
Este homenaje generó la apertura de un debate histórico entre Brasil y Estados Unidos sobre quién fue el verdadero pionero de la aeronáutica que se vio reflejado en los medios de comunicación y en las redes sociales (sobre todo en Twitter).